# Hatitia defonlonguei
Hatitia defonlonguei là một loài nhện trong họ Anyphaenidae.
Loài này thuộc chi Hatitia. Hatitia defonlonguei được Lucien Berland miêu tả năm 1913.